# ルハグバスレン・オトゴンバータル
ルハグバスレン・オトゴンバータル（Lkhagvasuren Otgonbaatar 1993年1月20日- ）はモンゴルのモンゴル出身の柔道選手。階級は90kg級と100kg級。身長180cm。

## 人物
2011年の世界ジュニア81kg級で7位だった。2014年のアジア大会90kg級では3位になった。2015年には世界団体とグランドスラム・パリで3位になると、グランドスラム・アブダビでは優勝した。2016年にはグランプリ・ウランバートルで2連覇するが、リオデジャネイロオリンピックでは準々決勝でジョージアのヴァルラーム・リパルテリアニに指導2で敗れると、3位決定戦でも中国の程訓釗に有効で敗れて5位に終わった。その後階級を100kg級に上げると、2018年のアジア大会では準決勝で飯田健太郎に反則負けを喫して3位だった。世界選手権ではモンゴル大統領のハルトマーギーン・バトトルガが観戦するなか、準決勝でリパルテリアニに技ありで敗れるも、3位決定戦で世界チャンピオンのウルフ・アロンに隅落で一本勝ちして3位になった。

## 主な戦績
- 2011年 - 世界ジュニア　7位(81kg級)

90kg級での戦績
- 2013年 - グランプリ・ウランバートル　3位
- 2014年 -　アジア大会　3位
- 2015年 - グランプリ・トビリシ　3位
- 2015年 - グランプリ・ウランバートル　優勝
- 2015年 - 世界団体　3位
- 2015年 - グランドスラム・パリ 3位
- 2015年 - グランドスラム・アブダビ 優勝
- 2016年 - グランプリ・デュッセルドルフ　3位
- 2016年 -　アジア選手権　団体戦　3位
- 2016年 - グランプリ・ウランバートル　優勝
- 2016年 - リオデジャネイロオリンピック　5位

100kg級での戦績
- 2018年 - グランプリ・アンタルヤ　3位
- 2018年 -　アジア大会　3位
- 2018年 - 世界選手権　3位
- 2018年 -　ワールドマスターズ　2位
- 2019年 - アジアパシフィック選手権　優勝
- 2019年 - グランプリ・フフホト　3位

(出典、JudoInside.com)